# 四條畷神社
四條畷神社（しじょうなわてじんじゃ）是位在日本大阪府四條畷市的神社。建武中興十五社之一社，舊社格為別格官幣社（現神社本廳的別表神社）。

## 概要
當地是四條畷之戰的楠木正行殉節之地，正行之墓（小楠公御墓所）的所在地。經過平田神社神職等之請願，明治23年（1890年），四條畷神社創建。

## 祭神
- 主祭神：楠木正行
- 配祀神：
  - 楠木正時、楠木正家、楠木正家子息
  - 和田賢秀、和田正朝、和田紀六左衛門、和田紀六左衛門子息、和田紀六左衛門子息
  - 大塚惟久、畠山與三職俊、畠山六郎、野田四郎、野田四郎子息、野田四郎子息
  - 金岸（某）、金岸（某）弟、關住良圓、關住良圓子息、三輪西阿、三輪西阿子息
  - 河邊石掬丸、譽田（某）、阿間了願、青屋刑部

## 關連項目
- 小楠公御墓所
- 和田賢秀墓
- 建武新政

## 外部連結
- 四條畷神社（页面存档备份，存于）